# フジテレビ日曜朝9時台枠のアニメ
本項目では、フジテレビ及び一部系列局にて毎週日曜9時00分 - 9時30分、および9時30分 - 10時00分（JST、以降本文内の時間も同様）に設けられている、テレビアニメの放送枠について取り扱う。放送期間・放送時間はフジテレビ（制作局、関東広域圏）でのそれを指すものとする。
9時台全体のゾーンタイトルとして、以下の名称がこれまでに使用されている。
- 『ドリーム9』[1][2]（2009年4月5日 - 2014年3月30日）
- 『ストロング9』[3][4]（2014年4月6日 - 2016年9月25日）
- 『アドベンチャーサンデー』[5][6]（2016年10月2日 - 2019年3月31日、直前の8時台後半のアニメ枠も含む）
- 『アニメサンデー9』[要出典]（2019年4月7日 - ）[7]

このうち『アドベンチャーサンデー』は、日曜8時台後半がアニメ枠でなくなった後も、9時台のアニメ枠の総称として使用されたケースもある。

## 日曜9時台前半のアニメ

### 特徴（9時台前半）
本枠の開始以前、フジテレビの日曜9時台前半では1980年代から1990年代始めの10年余りにわたって、東映制作の特撮テレビドラマ『東映不思議コメディーシリーズ』が放送されてきたが、同シリーズの終了に伴って1993年11月に新たにテレビアニメ枠が新設される運びとなった。テレビアニメ枠への移行後も、本枠のアニメーション制作は系列会社である東映動画（1998年より東映アニメーションに商号変更）が担当しており、2024年現在に至るまで一貫して東映系制作のレギュラーテレビ番組枠と位置付けられている。また広告代理店についても、不思議コメディーシリーズより引き続き読売広告社が一貫して参加している。
本枠の代表作としては、『ゲゲゲの鬼太郎』、『デジタルモンスター』のアニメシリーズ、『金色のガッシュベル!!』、『トリコ』が挙げられる。各番組の放送期間は、基本的には1年以上の長期放送となっている作品が多い。放送される作品は、前身の不思議コメディーシリーズ後期では女児向け作品が主体となっていたが、本枠への移行に伴って男児向け作品が中心に据えられるようになった。また本枠と同じく、東映系制作のレギュラー枠である朝日放送テレビ・テレビ朝日系列の日曜8時台後半のテレビアニメ枠は、逆に本枠成立以降の1994年からは女児向け作品が主体となった。

### 放送休止（9時台前半）
基本的に、以下の番組の放送・中継が9時台前半に被る形で実施される場合、本枠の番組も休止となる。
- 年末・年始特番
- 「FNSの日」（毎年夏期、一部例外あり）
- 「東京マラソン」中継（隔年2 - 3月[注釈 5]、一部例外あり）
- 「名古屋ウィメンズマラソン」中継（東海テレビ制作、2012年以降毎年3月第2日曜）

これら以外にも、FNN報道特別番組を急遽編成した場合や時差が大きい海外諸国で開催されるオリンピックやサッカー・W杯、メジャーリーグなどの中継・ハイライト番組が本時間帯で放送される場合も、同様に休止となる。

### 作品リスト（9時台前半）
2025年4月予定時点
|          | 作品名                              | 放送期間                       | 話数     | アニメーション制作          | 備考 |
| 1990年代 | 1990年代                            | 1990年代                       | 1990年代 | 1990年代                    | 1990年代 |
| -------- | ----------------------------------- | ------------------------------ | -------- | --------------------------- | --- |
| 1        | 蒼き伝説 シュート!                  | 1993年11月7日 - 1994年12月25日 | 全58話   | 東映動画                    | |
| 2        | 空想科学世界ガリバーボーイ          | 1995年1月8日 - 12月24日        | 全50話   | 東映動画                    | |
| 3        | ゲゲゲの鬼太郎（第4作）             | 1996年1月7日 - 1998年3月29日   | 全114話  | 東映動画                    | 1997年4月6日放送分（第64話「激走!妖怪ラリー」）より、デジタル制作&ステレオ放送に移行。 |
| 4        | ひみつのアッコちゃん（第3作）       | 1998年4月5日 - 1999年2月28日   | 全44話   | 東映動画→東映アニメーション | 本枠における唯一の少女向け作品で、放送話数・期間ともに本枠では最短。 |
| 5        | デジモンアドベンチャー              | 1999年3月7日 - 2000年3月26日   | 全54話   | 東映アニメーション          | 同番組より、音楽制作をNECインターチャネルが担当。 |
| 2000年代 |                                     |                                |          |                             | |
| 6        | デジモンアドベンチャー02            | 2000年4月2日 - 2001年3月25日   | 全50話   | 東映アニメーション          | 前作『デジモンアドベンチャー』の続編。 同番組以降3作連続で、放送期間が各作品とも1年間（4月の第1週開始・翌年3月の最終週終了）となる。 |
| 7        | デジモンテイマーズ                  | 2001年4月1日 - 2002年3月31日   | 全51話   | 東映アニメーション          | 2001年7月15日放送分（第16話「街の灯を守れ! デジモンたちの危険なキャンプ」）にて、不思議コメディーシリーズ時代から含めて通算1000回を達成。 |
| 8        | デジモンフロンティア                | 2002年4月7日 - 2003年3月30日   | 全50話   | 東映アニメーション          | |
| 9        | 金色のガッシュベル!!                | 2003年4月6日 - 2006年3月26日   | 全150話  | 東映アニメーション          | 制作上の都合や好評を受け、当初1年であった放送予定を3年に延長して放送され、単独の番組としての放送話数・期間は本枠最長。 2005年5月22日放送分（第108話「ホームシック!? 華と母上 さまよえるガッシュ」）より、「アバンタイトル→オープニング→CM→本編→CM→エンディング→次回予告」という放送フォーマットへ移行。 2003年10月26日放送分（第29話「激闘!遊園地バトル」）で、通算放送回数500回を達成。                                                                                                 |
| 10       | デジモンセイバーズ                  | 2006年4月2日 - 2007年3月25日   | 全48話   | 東映アニメーション          | 同番組より、音楽制作がインデックスミュージック（現：ティー ワイ エンタテインメント）へ移行。 |
| 11       | ゲゲゲの鬼太郎（第5作）             | 2007年4月1日 - 2009年3月29日   | 全100話  | 東映アニメーション          | 同番組よりハイビジョン放送へ移行。 同番組より、制作クレジットの表示が社名ロゴ表記ではなくなり、フジテレビの目玉マークも省略。 放送期間中の2008年4月より、音楽制作がワーナーミュージック・ジャパンへ移行。 |
| 12       | ドラゴンボール改（第1期）           | 2009年4月5日 - 2011年3月27日   | 全97話   | 東映アニメーション          | 『ドラゴンボールZ』（1989年 - 1996年）のデジタルリマスター版。同作品の放送20周年を記念して制作された。 同番組より、放送フォーマットがAパートとBパートの間にCMが放送される形態へ再度移行。 また同番組より、音楽制作が日本コロムビアへ移行。 |
| 2010年代 |                                     |                                |          |                             | |
| 13       | トリコ                              | 2011年4月3日 - 2014年3月30日   | 全147話  | 東映アニメーション          | 制作上の都合から、当初の2年の放送期間を1年延長し3年間放送。 2011年8月21日放送分（第20話「テリーの為に! 灼熱で弾けろ、BBコーン!」）にて、不思議コメディーシリーズ時代から含めて通算1500回を達成。 2013年12月15日放送分（第134話「野生の闘い! トリコ、最強攻撃!!」）にて、通算放送回数1000回を達成。 2011年10月放送分以降、エンディングテーマが1クールで変更されるようになり、以降の本枠の番組でもこのスタイルが踏襲された。また同番組よりED音楽制作にビクターエンタテインメントが加わる。 |
| 14       | ドラゴンボール改（第2期）           | 2014年4月6日 - 2015年6月28日   | 全61話   | 東映アニメーション          | 第1期と同じく『ドラゴンボールZ』のデジタルリマスター版。同作品の放送25周年を記念して制作。 2014年11月23日放送回より連動データ放送を開始。 |
| 15       | ドラゴンボール超                    | 2015年7月5日 - 2018年3月25日   | 全131話  | 東映アニメーション          | 原作者である鳥山明が初めて、『ドラゴンボール』のテレビアニメシリーズのストーリー原案を務め、原作の空白期間を描く完全新作として制作。 2016年10月2日放送回より解説放送を開始。 制作上の都合のため、当初の予定を半年延長して2年9か月放送。 |
| 16       | ゲゲゲの鬼太郎（第6作）             | 2018年4月1日 - 2020年3月29日   | 全97話   | 東映アニメーション          | 『ゲゲゲの鬼太郎』アニメ放送開始50周年記念作品。 |
| 2020年代 |                                     |                                |          |                             | |
| 17       | デジモンアドベンチャー:             | 2020年4月5日 - 2021年9月26日   | 全67話   | 東映アニメーション          | 上記『デジモンアドベンチャー』のリブート作品。 同番組より、番組フォーマットがAパート終了時にそのままCMに突入する形態へ変更され、それまでCM前後に配されていたアイキャッチもBパートスタート時のみとなった。 新型コロナウイルス感染症（COVID-19）流行の影響のため、放送期間中の2020年4月末より2か月間にわたって新作の放送を休止。 |
| 18       | デジモンゴーストゲーム              | 2021年10月3日 - 2023年3月26日  | 全68話   | 東映アニメーション          | 2022年2月6日放送分（第17話「極寒地獄」）にて、不思議コメディーシリーズ時代から含めて通算2000回を達成。 東映アニメーションへの不正アクセスの影響のため、放送期間中の2022年3月下旬より1か月間にわたって新作の放送を休止。 |
| 19       | 逃走中 グレートミッション           | 2023年4月2日 - 2025年3月30日   | 全97話   | 東映アニメーション          | |
| 20       | ゲゲゲの鬼太郎 私の愛した歴代ゲゲゲ | 2025年4月6日 - 2025年9月21日   | 全25話   | 東映アニメーション          | 第1 - 6作のセレクション放送。 同番組より連動データ放送を廃止。 |
| 21       | デジモンビートブレイク              | 2025年10月5日 -                |          | 東映アニメーション          | |

### ネット状況（9時台前半）
他のローカル枠と違い、多くの同時ネット局ではスポンサードネット扱いとなる。これらの地域ではキー局と同一のCMが放送される。
また、本枠は同時ネットかつスポンサードネットの局を除きローカルセールス枠扱いであるため、時差ネットとなっている地域もある。特に政令指定都市以外での同時ネット局が極端に少なく、セールス面でも局により時差スポンサードネットと番組販売が混在している。なお、遅れネット局では、クロスプログラムの代わりにエンドカードが入った素材が提供されている。
- 東映不思議コメディーシリーズ後期にサンテレビ・KBS京都にスポンサードネット扱いで放映権を譲渡していた関西テレビは、本枠の開始と同時に日曜9時台前半の番組放送を再開したが、すぐに遅れネットに降格。以降、長年に渡って関西ローカルまたはFNS関西・中四国各局共同制作のブロックネット番組枠となったため、長らく時差ネットとなっていた。その後、2008年4月に1週遅れながらも同時間帯ネットへと移行し、『ドラゴンボール超』放送期間中の2016年4月10日分よりようやくキー局との同時ネットに戻った。これにより、五大都市圏全局[注釈 13]でのネット化が達成したこととなる。
- 中国地方・香川県については、不思議コメディーシリーズを放送していた頃からテレビ新広島制作の中国電力提供ブロックネット番組枠（2023年現在は『そ〜だったのかンパニー』）が、編成により日曜9時台前半または後半のいずれかに長年設けられている都合上、本枠の放送番組については遅れネット（さんいん中央テレビは一部未放送の番組もあり。系列局のない山口県は未放送または系列外局に販売）となっていた[注釈 14]。2024年3月24日までは終了時の『ONE PIECE』へのクロスプログラムを『そ〜だったのかンパニー』（司会者が顔出しで出演）のものに差し替える対応が取られていた[注釈 15]。

その他、通常時は同時ネットでもローカル特別番組などの編成で臨時に遅れネットとなる場合がある。例として北海道文化放送では、2012年より毎年8月最終日曜に北海道マラソンをテレビ中継していることから、当日は中継終了後の同日12時台に繰り下げて放送している。
フジテレビ系列局にもかかわらず、以下の通り本枠の放送に非常に消極的な放送局も存在する。
- 福島テレビは、殆どの作品が未放送となっている。枠の開始後は『ゲゲゲの鬼太郎 (第4作)』など一部を除いた作品を放送せず、『デジモンテイマーズ』でようやく本格的に遅れネットを開始したものの、『ゲゲゲの鬼太郎 (第5作)』を最後にいったん打ち切り。『ドラゴンボール超』で再開し、同作の2016年4月10日放送分よりキー局との同時ネットに移行したが、『ゲゲゲの鬼太郎 (第6作)』の終了と共に打ち切られた。なお、2025年時点で、民放4局以上ある都道府県のフジテレビ系列局で唯一未放送となっている。
- 沖縄テレビも、殆どすべての作品が未放送となっている。『ゲゲゲの鬼太郎（第5作）』にてようやく遅れネットを開始したが、『トリコ』の途中で打ち切りとなり、以降は再び未放送となっている[注釈 17]。それ以前の例では、『空想科学世界ガリバーボーイ』が本放送終了後に放送されたことがあった。
- 日本テレビ系列とのクロスネット局であるテレビ大分は、『デジモンアドベンチャー02』を最後に、長い間遅れネットが実施されなかった。その後、『ドラゴンボール超』が不定期集中放送を経て2010年にレギュラー枠として遅れネットを開始。しかし、『ドラゴンボール超』を最後に遅れネットを再度取りやめ、以降は再び未放送となっている。

## 日曜9時台後半のアニメ

### 特徴（9時台後半）
本枠の成立以前にも、9時台前半に先駆けてテレビアニメの放送が本時間帯にて実施されており、当初は1983年4月に『ダッシュ勝平』（1981年 - 1982年）の再放送が実施され、半年後の1983年10月には新作アニメとして『機甲創世記モスピーダ』が放送されている。
同番組の終了後、それまで10時台にて放送されていた『笑っていいとも!増刊号』が30分繰り上げとされ、これ以降も長らくバラエティ番組が連続していたが、2003年の春改編にて当時放送中であった『おそく起きた朝は…』が日曜13時台後半に移動したのに伴い、その後継番組として『アストロボーイ・鉄腕アトム』が開始され、日曜9時台後半は20年ぶりにテレビアニメ枠として位置付けられた。
次番組『レジェンズ 甦る竜王伝説』の終了に伴って1年半のブランクを挟んだ後、2006年の秋改編でそれまで日曜19時台前半に放送されていた『ONE PIECE』が本時間帯に移動。これにより直前の9時台前半と併せて、フジテレビの日曜9時台は東映アニメーション制作のテレビアニメが連続する形となった。また2009年4月から2018年3月の間、両枠とも少年ジャンプ系の作品が連続していた。
『ONE PIECE』が本枠に移動して以降、2009年4月より日曜9時台が「ドリーム9」として確立するまでの間、日曜19時台前半で放送されていた頃の前番組であった『こちら葛飾区亀有公園前派出所』が、本枠にて不定期ながら放送される場合もあった。2016年9月18日にも、『こちら葛飾区亀有公園前派出所 THE FINAL 両津勘吉 最後の日』と題した同番組のスペシャル版の放送が、9時 - 10時の1時間枠にて実施されている。
本枠における『ONE PIECE』の放送は、2025年3月までおよそ20年にわたって継続され、同番組移動後の後番組にはフジテレビとアニプレックスがタッグを組む形で、テレビアニメ『TO BE HERO X』が放送された。

### 作品リスト（9時台後半）
|          | 作品名                          | 放送期間                      | 話数                  | アニメーション制作 | 備考                                                                                   |
| 1980年代 | 1980年代                        | 1980年代                      | 1980年代              | 1980年代           | 1980年代                                                                               |
| -------- | ------------------------------- | ----------------------------- | --------------------- | ------------------ | -------------------------------------------------------------------------------------- |
| 1        | ダッシュ勝平（再放送）          | 1983年4月 - 1983年9月         |                       | タツノコプロ       | 再放送番組。本放送は日曜18:00 - 18:30にて放送。                                        |
| 2        | 機甲創世記モスピーダ            | 1983年10月2日 - 1984年3月25日 | 全25話                | タツノコプロ       |                                                                                        |
| 2000年代 |                                 |                               |                       |                    |                                                                                        |
| 3        | アストロボーイ・鉄腕アトム      | 2003年4月6日 - 2004年3月28日  | 全50話                | 手塚プロダクション |                                                                                        |
| 4        | レジェンズ 甦る竜王伝説         | 2004年4月4日 - 2005年3月27日  | 全50話                | ぎゃろっぷ         |                                                                                        |
| 5        | ONE PIECE（第279話 - 第1122話） | 2006年10月1日 - 2025年3月30日 | 全844話（特別編除く） | 東映アニメーション | 日曜19:00 - 19:28枠から移動。 2025年4月6日より放送時間を日曜 23:15 - 23:45枠へと変更。 |
| 2020年代 |                                 |                               |                       |                    |                                                                                        |
| 6        | TO BE HERO X                    | 2025年4月6日 - 2025年9月14日  | 全24話                | BeDream            | 中国のWebアニメ『TO BE HERO』シリーズの第3期。 第2期まではTOKYO MXにて放送。           |

### ネット状況（9時台後半）
直前の9時台前半と同様に、本枠もまたローカルセールス（地域限定スポンサードネット扱い）扱いである都合上、同枠以上に時差ネットとなっている地域が多い。本枠にて『ONE PIECE』が放送されていた2011年以降は徐々に同時ネットが拡大し、2025年3月時点では21局が同時ネットを行っていたものの、同年4月以降は再び遅れネットや非ネットへと移行する局が増えている。
また、一部系列局では過去に本時間帯にて、9時台前半に放送されていた番組の時差ネットを行っていた局もある他、逆に関西テレビのように本時間帯のアニメを、9時台前半にて同日先行放送していたケースも存在する（2003年4月 - 2004年9月）。